# Louis Béraud
Louis Béraud, var en fransk vinteridrottare. Han var med i de olympiska vinterspelen 1928 i nordisk kombination, men fullföljde inte tävlingen.